# Tour de l'Horloge (Faucon-de-Barcelonnette)
La tour de l'Horloge est une tour située à Faucon-de-Barcelonnette, en France.

## Description
Vers 1995 sous la coupe du conservateur a été rédigé le descriptif suivant apposé sur l'édifice:
- Cette tour de base ancienne a été reconstruite tardivement au XVIe siècle (?). Elle est dans l'esthétique des clochers-tours de forme carré à dernier étage ajouré qu'aime la vallée.
- Elle fut accolée à une église antique des environs de l'an mille dont les bases ont été découvertes récemment et révélées par des fouilles de 1989, sur la place de la mairie (forme des bases en croix latine).
- Au cours de ces fouilles, on a en plus découvert qu'elle était elle-même placée sur une nécropole romaine.
- Les historiens ont ainsi fait l'hypothèse que Faucon fut peut-être l'énigmatique Rigomagus, capitale gallo-romaine de la vallée et éphémère évêché au début du Ve siècle.

## Localisation
La tour est située sur la commune de Faucon-de-Barcelonnette, dans le département français des Alpes-de-Haute-Provence.

## Historique
L'édifice est classé au titre des monuments historiques en 1913.